# Gentiana macrauchena
Gentiana macrauchena är en gentianaväxtart som beskrevs av Cecil Victor Boley Marquand. Gentiana macrauchena ingår i släktet gentianor, och familjen gentianaväxter. Inga underarter finns listade i Catalogue of Life.